# Politikåret 1828

## Händelser
- 22 januari - Arthur Wellesley efterträder Frederick John Robinson som Storbritanniens premiärminister.[1]
- 27 augusti - Argentina och Brasilien undertecknar fördraget i Montevideo, och leder till att Uruguay erkänns som självständig stat.[2]

## Avlidna
- 11 februari – DeWitt Clinton, amerikansk politiker.

### Fotnoter
1. ↑  ”United Kingdom” (på engelska). World Statesmen. http://www.worldstatesmen.org/United_Kingdom.html. Läst 30 juli 2015.
2. ↑  ”Uruguay”. World Statesmen. http://www.worldstatesmen.org/Uruguay.html. Läst 30 juli 2015.